# Aleksandar Živković (ekonomista)
Aleksandar Živković (Beograd, 10. mart 1954) srpski je ekonomista i redovni profesor Ekonomskog fakulteta Univerziteta u Beogradu.

## Biografija

### Obrazovanje
Živković je rođen 10. marta 1954. godine u Beogradu, gde je završio osnovnu školu i gimnaziju. Školske 1972/1973. godine upisao se kao redovan student na 
Ekonomski fakultet u Beogradu. Diplomirao je marta 1977. godine.
Posle završenog fakulteta upisao se na poslediplomske studije na Ekonomskom fakultetu u Beogradu, smer Monetarna ekonomija. Ispite na poslediplomskim studijama položio je sa 
prosečnom ocenom 9,70 i imao je dva pozitivno ocenjena seminarska rada. Magistarski rad pod nazivom “Godišnje programiranje monetarnog rasta” uspešno je odbranio oktobra 1982. godine. 
Doktorsku disertaciju pod naslovom “Analiza efikasnosti monetarne politike u Jugoslaviji” odbranio je februara 1993. godine.

### Karijera
Posle diplomiranja na Ekonomskom fakultetu u Beogradu, proveo je dve godine “Energoprojektu” na poslovima i zadacima samostalnog stručnog saradnika u finansijskim 
aranžmanima.
U toku 1977. godine je sa odličnim uspehom završio specijalistički kurs za obavljanje platnog prometa i kreditnih odnosa sa inostranstvom pri Udruženju banaka Jugoslavije. Od 22. marta 1979. godine radi na Ekonomskom fakultetu u Beogradu kao asistent- pripravnik, odnosno od juna 1983. godine kao asistent na predmetu Monetarna ekonomija. U razdoblju od izbora za asistenta-pripravnika odslužio je vojni rok (juli 1981. – juni 1982. godine).
Za docenta na predmetu Monetarna ekonomija izabran je juna 1993. godine, a za vanrednog profesora na predmetu izabran je jula 1998. godine. Trenutno je redovni profesor Ekonomskog fakulteta Univerziteta u Beogradu.
Pored izvođenja nastave na Ekonomskom fakultetu u Beogradu (bio) je predavač i na Ekonomskom fakultetu u Nišu, Podgorici, Višoj turističkoj školi u Novom Beogradu, Višoj poslovnoj školi u Beogradu, Beogradskoj poslovnoj školi.
Od 2002-2005. držao je nastavu i ispite na predmetu Bankarski menadžment na Fakultetu za uslužni biznis u Novom Sadu. Više od jedne decenije realizuje nastavni proces na Vojnoj akademiji u Beogradu iz oblasti Finansija. Sada ostvaruje deo nastavnog procesa na Visokoj poslovnoj školi strukovnih studija u Valjevu na predmetu Bankarski menadžment. Predavao je na inovacionim kursevima, poslediplomskom specijalističkom kursu “Tržište novca i kapitala”, magistarskom kursu “Bankarski i finansijski menadžment”, “Fiskalni menadžment i monetarni menadžment”. Na Ekonomskom fakultetu u Nišu predavao je predmet Međunarodni platni promet na poslediplomskim studijama kurs “Monetarna ekonomija i bankarstvo”, od 1993/94. školske godine.
Bio je rukovodilac magistarskog kursa “Fiskalni i monetarni menadžment i upravljanje društvenim delatnostima”, opcija Monetarni i fiskalni menadžment. 
Učestvuje od školske 2006/2007. u realizaciji nastave i ispita na diplomskim akademskim studijama-master na dva studijska programa: Ekonomska politika i razvoj i Bankarski i finansijski menadžment gde predaje na sledećim predmetima: Monetarni menadžment, Bankarski menadžment. Kao gostujući profesor učestvuje na master studijama u Podgorici. 
Od 2010. godine učestvuje na doktorskim studijama na Ekonomskom fakultetu u Beogradu na predmetu Monetarna ekonomija i Bankarstvo.
Tokom 1986. godine boravio je mesec dana na studijskom boravku u Londonu, na London School of Economics and Political Science (LSE).

### Doprinos akademskoj zajednici
Na Fakultetu je bio član Komisije za finansijska pitanja, Saveta Fakulteta, Programskog saveta NICEF-a, poslovni sekretar NICEF-a (1985-87.) i sekretar Katedre za ekonomsku politiku i razvoj (1985-1986. i 1989-1993.). Bio je član Radne grupe formirane od strane Ministarstva prosvete za reformu plana i programa srednjih ekonomskih škola za grupu finansijskih predmeta i bankarstva.
Bio je član ekspertskog tima Savezne komisije za hartije od vrednosti i finansijska tržišta, član uređivačkog odbora časopisa “Finansije”, Beograd; član redakcije časopisa “Jugoslovensko bankarstvo”, Beograd i predavač Bankarske škole Udruženja banaka Jugoslavije. Takođe je bio prodekan za finansije i organizaciju (1998.-2000.) i član redakcije časopisa “Ekonomski anali” Ekonomskog fakulteta u Beogradu.
Sada je predsednik Izvršnog odbora sindikata Ekonomskog fakulteta u Beogradu. Član je Odbora delatnosti Вisokog obrazovanja i Republičkog odbora Samostalnog Sindikata obrazovanja Srbije i predsednik Ekonomskog odbora Vukove zadužbine, Beograd.
Studenti osnovnih, poslediplomskih/master i doktorskih studija uvažavaju njegovu kompetentnost, korektnost i savremene pristupe nastavno-pedagoškom radu. Svojim naučno-stručnim i pedagoškim radom pokazao je visok nivo kvaliteta, sistematičnosti, odgovornosti i privrženosti svom profesionalnom opredeljenju i radu sa studentima. 
Mentor je preko 500 odbranjenih diplomskih radova na Ekonomskom fakultetu u Beogradu, velikog broja magistarskih teza i master radova kao i doktorskih disertacija.

## Dela
Prof. Živković je autor velikog broja naučnih i stručnih radova, a izradio je i osamnaest naučno-istraživačkih projekata i studija. Redaktor je i koautor dva veoma zapažena udžbenika Monetarna 
ekonomija” i “Bankarsko poslovanje i platni promet” u izdanju Ekonomskog fakulteta u Beogradu, kao i više udžbenika za srednje i visoke škole.
Dr Aleksandar Živković je napisao ili kao koautor 24 knjige i monografije, kao i 46 članaka i referata, objavljenih u najuglednijim časopisima na prostoru naše zemlje i saopštenih na domaćim i međunarodnim naučnim konferencijama i skupovima.

### Odabrane knjige
- Analiza efikasnosti monetarne politike u Jugoslaviji, drugo dopunjeno izdanje, Ekonomski fakultet u Beogradu, Beograd, 1995, str. 260.
- Finansijske institucije i tržišta (redaktor i koautor), Viša poslovna škola u Beogradu, Beograd, 1995, str. 203.
- Finansijsko i devizno poslovanje (redaktor), Čigoja štampa, Beograd, 1995, str. 503. Bankarstvo (koautor), Čigoja štampa, Beograd, 1995, str. 652.
- Poslovna politika banaka (koautor), Čigoja štampa, Beograd, 1997, str. 528.
- Finansijska makroekonomija (koautor), Čigoja štampa, Beograd, 1998, str. 431.
- Monetarni menadžment (koautor), Jantar, Beograd, 1998, str. 864.
- Finansijska tržišta i berze (koautor), Univerzitet u Nišu, Niš, 1998, str. 575.
- Bankarski menadžment (koautor), Čigoja štampa, Beograd, 1998, str. 1017.
- Monetarna ekonomija (koautor), Ekonomski fakultet, Beograda, 1998, str. 710.
- Upravljanje finansijskim i deviznim poslovanjem (redaktor i koautor), Čigoja štampa, Beograd, 1999, str. 593.
- Osnovi finansijskog menadžmenta (redaktor i koautor), Čigoja štampa, Beograd, 2004, (udžbenik), str. 793;